# Eleazar Soria
Eleazar Soria, właśc. Eleazar José Manuel Alejandro Soria Ibarra, pseud. El Ciego (ur. 11 stycznia 1948 w Limie, zm. 24 czerwca 2021 tamże) – peruwiański piłkarz, prawy obrońca.

## Życiorys
Urodził się 11 stycznia 1948 w Limie. W wieku 16 lat zaczął grać w piłkę w klubie Universitario Lima, gdzie w 1967 roku, gdy trenerem pierwszego zespołu był Marcos Calderón, rozpoczął zawodową karierę piłkarską. Już w roku debiutu zdobył swój pierwszy tytuł mistrza Peru. Razem z klubem Universitario wziął udział w turnieju Copa Libertadores 1968, gdzie jego klub dotarł do ćwierćfinału.
W 1969 zdobył swój drugi tytuł mistrza Peru. Następnie wziął udział w turnieju Copa Libertadores 1970, gdzie Universitario dotarł do fazy półfinałowej. Zdobył jedną bramkę w przegranym 3:5 wyjazdowym meczu z argentyńskim klubem River Plate. W 1970 roku razem z klubem zdobył tytuł wicemistrza Peru, a w 1971 zdobył swój trzeci tytuł mistrza Peru oraz ponownie dotarł do półfinału Pucharu Wyzwolicieli w turnieju Copa Libertadores 1971. Rok później dotarł aż do finału turnieju Copa Libertadores 1972, gdzie jego drużyna przegrała dwumecz z CA Independiente. W 1972 po raz drugi zdobył wicemistrzostwo Peru. W turnieju Copa Libertadores 1973 Universitario odpadł już w fazie grupowej. W 1974 roku razem z Universitario po raz czwarty został mistrzem Peru.
Jako gracz klubu Club Sporting Cristal wziął udział w turnieju Copa América 1975, gdzie Peru zdobyło tytuł mistrza Ameryki Południowej. Zagrał we wszystkich 9 meczach – dwóch z Chile, dwóch z Boliwią, dwóch półfinałowych z Brazylią i w trzech finałowych meczach z Kolumbią. Nie zagrał całego wyjazdowego meczu z Brazylią, gdyż w trakcie zmienił go klubowy kolega José Navarro.
Po mistrzostwach kontynentu został piłkarzem argentyńskiego klubu Independiente, z którym wziął udział w turnieju Copa Libertadores 1976. Klub Independiente nie zdołał awansować do finału i nie obronił zdobytego przed rokiem trofeum. W 1976 roku Independiente zdobył Copa Interamericana po dwumeczu z meksykańskim klubem Atlético Español Meksyk. Konieczna okazała się rozgrywka rzutów karnych, w której Soria był jednym ze skutecznych egzekutorów.
W 1977 roku wrócił do Peru i razem z klubem Sporting Cristal zdobył trzeci w swej karierze tytuł wicemistrza Peru. W tym samym roku wziął udział w eliminacjach do finałów mistrzostw świata w 1978 roku, gdzie zagrał w trzech meczach – dwóch z Ekwadorem i w wyjazdowym meczu z Chile.
W 1979 roku po raz piąty został mistrzem Peru, dzięki czemu razem z klubem Sporting Cristal wziął udział w turnieju Copa Libertadores 1980, gdzie jego klub odpadł w fazie grupowej. W 1980 roku szósty raz zdobył mistrzostwo Peru. W turnieju Copa Libertadores 1981 Sporting Cristal znów odpadł w fazie grupowej, a Soria w wygranym 3:2 meczu z chilijskim klubem Club Universidad de Chile zdobył dla rywali bramkę samobójczą.
W 1981 roku zakończył karierę piłkarską jako gracz klubu Sporting Cristal. Należał do generacji wielkich piłkarzy peruwiańskich lat 70. jak Roberto Carlos Challe, Teófilo Cubillas, César Cueto, Héctor Chumpitaz, Juan José Muñante, Juan Carlos Oblitas czy Hugo Sotil.
Od 18 czerwca 1972 do 22 kwietnia 1978 rozegrał w reprezentacji Peru 29 meczów w których nie zdobył żadnej bramki.